# Amanda Barrie
| Amanda Barrie                             | Amanda Barrie                                    |
| Kattints az alábbi külső linkek egyikére! | Kattints az alábbi külső linkek egyikére!        |
| ----------------------------------------- | ------------------------------------------------ |
| Nem található szabad kép.(?)              |                                                  |
| külső link · jogvédett                    | Kleopátra szerepében a Folytass Kleó!-ban (1964) |

Amanda Barrie, eredetileg Shirley Ann Broadbent (Ashton-under-Lyne, Greater Manchester, Lancashire, Egyesült Királyság, 1935. szeptember 14.) brit színpadi és filmszínésznő, táncosnő, énekesnő. Ismert szerepe Kleopátra alakítása Gerald Thomas 1964-es Folytassa, Kleo! című filmvígjátékában.

## Élete

### Pályája
Shirley Anne Broadbent néven született, Hubert Howath Broadbent könyvelő és felesége, Connie Pyke gyermekeként. Keresztnevét Shirley Temple után kapta. Nagyapja színháztulajdonos volt Ashton-under-Lyne-ban, unokáját már 3 éves korában felléptette egy ott rendezett karácsonyi meseműsorban. A kislány már iskolai tanulmányai közben kezdte tanulni a színészmesterséget a Cone-Ripman-színiiskolában.
Szülei 1949-ben elváltak, lányuk ekkor Londonba költözött, a Sohóban lakott, és színházi statisztaként dolgozott. Később kóristalányként alkalmazták. Zenés filmekben táncosnőként alkalmazták. 1958-ban felvette az Amanda Barrie művésznevet. Egy ideig a Morecambe & Wise kabaré-együttessel dolgozott. Kabaré-előadásokban, revükben táncolt és énekelt, de színésznővé akart válni, gyakorlatokra járt a bristoli Old Vic színházba. 1961 áprilisában debütált a West End-i Findsbury Park Empire színházban. Ettől kezdve több szerepet kapott, főleg vígjátékokban Az 1960-as évek közepéig főleg színpadon játszott és énekelt.
1959-ben kapta első filmes (nem-táncos) mellékszerepét. 1963-ban játszott a Doktor bajban filmvígjátékban. 1963-ban Peter Rogers, a Folytassa-filmsorozat producere egy emancipált taxisofőrlány szerepét adta neki a Folytassa, taxisofőr!-ben. Egy évvel később megkapta a sorozat következő darabjának, a Folytassa, Kleó-nak női főszerepét, Kleopátra királynőt. A film az Elizabeth Taylor főszereplésével 1963-ban készült monumentális amerikai Kleopátra-filmet parodizálta. Amanda itt Bette Davis-szerűen tágra nyitott szemeinek pillantásával bűvölte el a Marcus Antoniust játszó Sidney Jamest. További Folytassa-filmekben azonban már nem kapott szerepet.
1965-ben Billy Fury mellett szerepelt az I’ve Gotta Horse című zenés vígjátékban, a megismerkedésből hosszabb élettársi kapcsolat lett. 1975-ben játszott az Ellopták a dinoszauruszt c. Walt Disney-produkcióban. Filmes csúcs-évei után ismét többet játszott színpadon.
A televízióban 1962-ben debütált, Donald Churchill mellett a The Bulldog Breed c. filmben. Sok tévésorozatban szerepelt, köztük a Morecambe and Wise-ban, ahol táncosnőként is bemutatkozott. 1971-ben megjelent William Shakespeare Szentivánéji álom című drámájának BBC-feldolgozásában, Hermia szerepében. Egy televíziós show-műsorban (Double Your Money) egy ideig ő volt Hughie Green moderátor asszisztense. 1981-től néhány héten át alakította Alma Sedgewick szerepét a Coronation Street című népszerű angol tévés szappanoperában. Itteni sikere nyomán a sorozatban további szerepeket is kapott, és 1989-ben a társulat állandó tagja lett.
1995 decemberében megjelent kislemeze, ahol a Frank Sinatra és leánya, Nancy előadásában elhíresült Somethin’ Stupid című dalt adja elő párosban Coronation Street-beli partnerével, Johnny Briggs-szel. Az Egyesült Királyság kislemez-listáján a 35. helyet érte el.
2001-ben nyugdíjba vonult és kivált a Coronation Street-ből is. Azóta csak alkalmanként vállalt fellépéseket, így pl. 2004-ben szerepelt A pokol konyhája című ál-reality show-műsorban.
Magyar szinkronhangját többek között Domján Edit, Farkas Zsuzsa, Kovács Zsuzsa adta.

### Magánélete
1965-től együtt élt Billy Fury angol énekes-zenész-színésszel, akivel az I’ve Gotta Horse forgatásán ismerkedett össze. Fury állítólag megkérte a kezét, de Barrie nemet mondott. 1967-ben feleségül ment Robin Hunter rendező-színházigazgatóhoz. Már 1981-ben, a Coronation Street sorozat forgatása során intim kapcsolata volt Helen Worth, Sue Nicholls és Barbara Knox színésznőkkel, de ekkor még teljes titokban, tartva a közvéleménytől.

Az 1980-as években különvált férjétől, élettársi kapcsolatra lépett Heather Chasen színésznővel. 2004-ben Hunter meghalt. Gyermekük nem volt. A magánéletéről addig keveset nyilatkozó színésznő 2003-ban kiadta önéletrajzát It’s not a rehearsal (kb. „Nem próbajáték”) címmel, amelyben részletesen leírja addigi magánéletének sok részletét, bejelentette biszexuális érdeklődését.
2014-ben Barrie házasságot kötött Hilary Bonner (*1949) író-újságírónővel, akivel már több év óta együtt élt. 2019-ben a pár a somerseti Blackdown Hills-ben és Londonban élt.

## Főbb filmszerepei
- 1959: Operation Bullshine, ATS (Auxiliary Territorial Service)-lány
- 1961: Nem kell kopogni (Don’t Bother to Knock); amerikai lány
- 1961: Micsoda blöff (What a Whopper); chelsea-i lány
- 1962: A vesztes nyer (A Pair of Briefs); egzotikus táncosnő, kígyónő
- 1962: Bulldog Breed, tévésorozat; Sandra Prentiss
- 1963: Doktor bajban (Doctor in Distress); Rona
- 1963: Folytassa, taxisofőr! (Carry On Cabby); Anthea
- 1964: Folytassa, Kleo! (Carry On Cleo); Kleopátra
- 1965: I’ve Gotta Horse; Jo
- 1967: Danger Man; tévésorozat, Rosemary
- 1967: The Reluctant Romeo, tévésorozat; Geraldine Woods
- 1967: Sanctuary; tévésorozat, Amanda
- 1968: Koroshi; Rosemary
- 1971: Szentivánéji álom A Midsummer Night’s Dream, BBC-tévészínház; Hermia
- 1975: Ellopták a dinoszauruszt (One of Our Dinosaurs Is Missing); Mrs. B.J. Spence
- 1979: Foglalkoznak már önnel? (Are You Being Served?), tévésorozat; balett tanárnő
- 1981–1982, 1989–2001: Coronation Street, tévésorozat; Alma Baldwin / Alma Sedgewick / Alma Halliwell
- 2003–2006: Bad Girls; Beverly Tull
- 2003–2013: Doktorok (Doctors), tévésorozat; Margo Phillips / Cath Horton
- 2012–2017: Holby Városi Kórház (Holby City), tévésorozat; Jenny Cox / Annabella Casey
- 2018: Together; Margaret

## Műve
- Amanda Barrie. It’s Not a Rehearsal: The Autobiography (angol nyelven). London: Headline (2002). ISBN 978-0755311224

## További információ
- Amanda Barrie a PORT.hu-n (magyarul)
- Amanda Barrie az Internetes Szinkronadatbázisban (magyarul)
- Amanda Barrie az Internet Movie Database-ben (angolul)
- Amanda Barrie a Rotten Tomatoeson (angolul)
- Amanda Barrie az AlloCiné weboldalán (franciául)
- Amanda Barrie Profile. Famousfix.com. (Hozzáférés: 2023. január 23.)
- ↑ AndrewRoss:  Andrew Ross. Carry On Actors: The Complete Who’s Who of the Film Series (angol nyelven). Fantom Publishing (2015). ISBN 1-906358-95-8
- ↑ RobertRoss:  Robert Ross. The Carry On Companion. London: B.T. Batsford (2002). ISBN 0-7134-8771-2
- Carry On Line: Official Website of the Carry On films Archiválva 2021. január 25-i dátummal a Wayback Machine-ben

## Kapcsolódó szócikk
- Billy Fury